# Maria van Jezus Deluil-Martiny

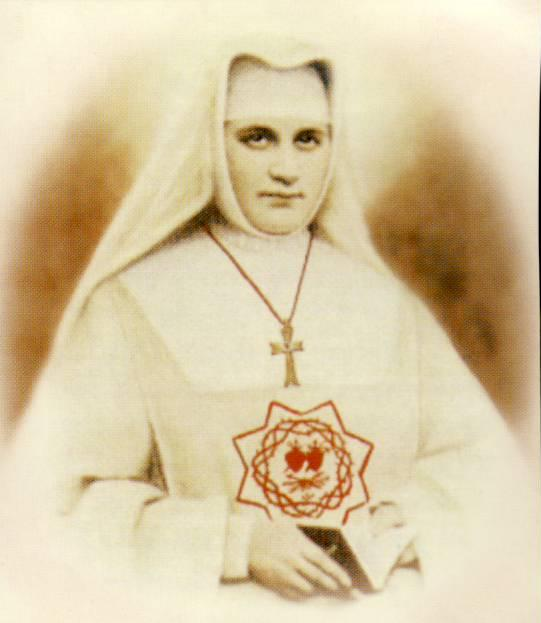
Marie de Jésus Deluil-Martiny

De zalige Marie de Jésus Deluil-Martiny (Marseille, 28 mei 1841 - aldaar, 27 februari 1884) verbreidde de devotie tot het Heilig Hart. Zodoende werd zij de stichteres van de Congregatie van de Dochters van het Heilig Hart van Jezus.
Deluil-Martiny was de dochter van een gelovige advocaat. Een non die haar achtergroottante was, met name Anne-Madeleine Rémuzat, wekte bij haar de devotie op voor het Heilig Hart van Jezus. Deze godsvruchtige toewijding nam in de negentiende eeuw ook bij vele anderen een grote vorm aan. Deluil-Martiny was verbonden met het Vennootschap van de Erewacht (thans de Aanwezigheid van Christus). In 1873 stichtte ze te Berchem (Antwerpen) de congregatie die zich sedertdien toelegde op de aanbidding van het Heilig Sacrament. Zowat 6 jaar later, op 24 juni 1879, richtte ze nabij Marseille een klooster op voor haar volgelingen. Daar werd ze vijf jaar nadien, in de tuin, doodgeschoten door een anarchist.
Ruim een eeuw na dit feit, op 22 oktober 1989, verklaarde paus Johannes-Paulus II haar zalig. Bij de opgraving van de resten der overledene werd het lichaam "bewaard" aangetroffen. Het vereerde stoffelijk overschot rustte sindsdien in een glazen schrijn in de Basiliek van het Heilig Hart te Berchem. 
Op zaterdag, 28 september 2013, werd dit schrijn met het lichaam verhuisd van Berchem naar Rome. Daar vindt het nu, in 't hoofdhuis van de congregatie aan de Via dei Villini, een laatste rustplaats.
De feestdag van de zalige is op 27 februari.